# Заря (Хакасия)
Заря — одна из деревень Усть-Абаканского района, республики Хакасия. Входит в состав Опытненского сельского поселения.

## География
Находится Заря на берегу озера Наливного.

## История
В 1980-х годах в деревне сгорело единственное общественное здание — магазин.
В 2013 году завершено строительство социокультурного центра площадью 132 м² (стоимость — 1,8 млн рублей). В здании разместились:
- сценическая площадка для выступлений районных и республиканских коллективов;
- кабинет фельдшера для медицинского обслуживания жителей;
- помещение для собраний и досуга сельчан.

Рядом с центром была обустроена детская игровая площадка.
В первом полугодии 2015 года на развитие деревни было выделено 446 тысяч рублей, которые были направлены на:
- благоустройство прилегающей территории социокультурного центра;
- грейдеровку дорожного покрытия;
- создание спортивной инфраструктуры (баскетбольная площадка с профессиональным покрытием и щитом, футбольное поле с воротами);
- укладку брусчатки на площадке перед клубом;
- установку автобусного павильона на центральной улице.

## Население
| 2002 | 2010 |
| ---- | ---- |
| 70   | ↘59  |

Население к 2013 году составляло 97 человек.

## Инфраструктура
В этой деревне всего одна улица — Большая. Выходят из Зари две дороги. Маршрут первой дороги: Заря — Зелёное. Вторая дорога выходит за пределы Усть-Абаканского района.